# Valencia VC Piringen
Valencia Piringen is een Belgische voetbalclub uit Piringen. De club is aangesloten bij de KBVB met stamnummer 7137 en heeft paars en wit als clubkleuren. Valencia Piringen treedt aan in de provinciale reeksen van de provincie Limburg.

## Geschiedenis
De club werd opgericht in 1967. Piringen ging van start in de laagste provinciale reeksen. In 2011 nam de club voor het eerst in zijn bestaan deel aan de Beker van België: de club verloor weliswaar de finale van de Beker van Zuid-Limburg tegen Vlijtingen, maar doordat Vlijtingen in de competitie in de top-zeven eindigde mocht ook Piringen deelnemen. De club verloor in de eerste ronde met 0-4 van derdeprovincialer Sparta Walshoutem.
In het seizoen 2021/22 eindigde Valencia Piringen voorlaatste in 3e Provinciale C, wat degradatie naar 4e Provinciale betekende.

Er werd echter besloten toe te treden tot een fusie van 4 ploegen tot een nieuwe Tongerse ploeg Unico Tongeren met stamnummer 9701 van VC Jekervallei Sluizen.